# Helge Rancken
Helge Finn Rancken, född 26 augusti 1857 i Jakobstad, död 28 november 1912 i Helsingfors, var en finländsk arkitekt.
Rancken gick ut Vasa tekniska realskola och påbörjade studier vid Polytekniska skolan i Helsingfors 1873. Han blev färdig arkitekt 1878 och företog mellan 1881 och 1884 studieresor runt om i Europa. Han besökte Frankrike, Italien, Spanien och Tyskland och skapade under resans gång flera skisser av kyrkobyggnader och palats.
Efter arkitektexamen fick Rancken anställning vid Överstyrelsen för allmänna byggnaderna. Mellan 1885 och 1888 undervisade han vid Polytekniska institutet och 1888 anställdes han vid länsbyggnadskontoret i Åbo. Från 1901 till 1906 drev han en egen arkitektbyrå.
Rancken ritade ett flertal byggnader huvudsakligen i Åbo och Helsingfors men även i övriga Finland, däribland:
- Arbetarsparbankens hus vid Skillnadsgatan i Helsingfors
- Kirurgiska sjukhuset i Helsingfors
- Patis kyrka
- Vambula kyrka
- Västanfjärds nya kyrka
- Åbo kommunalsjukhus